# Estigmenida variabilis
Estigmenida variabilis là một loài bọ cánh cứng trong họ Cerambycidae.